# تفویض خدایان (مجموعه تلویزیونی)
تفویض خدایان (انگلیسی: Investiture of the Gods; (چینی: 封神演义) یک مجموعه تلویزیونی چینی بر پایه رمان قرن شانزدهم چینی تفویض خدایان از شو ژونگ‌لین است. این مجموعه توسط کارگردان کره‌ای شین وو چول کارگردانی شده‌است و وانگ لیکون، لو جین، دنگ لون و کالین چو در آن بازی کردند. تفویض خدایان توسط مانگو استودیو، چاینا تلویژن پروداکشن سنتر و تلویزیون مرکزی چین (سی‌سی‌تی‌وی) تولید شده‌است و در آوریل ۲۰۱۹ از هونان تلویژن پخش شد.